# Trương Cao Lệ
Trương Cao Lệ (chữ Hán: 张高丽, sinh 1946) là một chính khách cao cấp Trung Quốc. Ông từng giữ chức vụ Phó Thủ tướng Thường trực Quốc vụ viện nhiệm kỳ 2013 đến năm 2018 và là nhân vật đứng thứ 7 trong Ban Thường vụ Bộ Chính trị Đảng Cộng sản Trung Quốc khóa XVIII, một trong 7 người nắm quyền lãnh đạo tối cao tại Cộng hòa Nhân dân Trung Hoa.

## Tranh cãi
Ông bị nữ vận động viên quần vợt Bành Soái tố cáo đã cưỡng ép cô trong vòng 10 năm. Tối 2/11/2021, Bành đã đăng một bài dài hơn 1000 chữ trên tài khoản Weibo được xác minh bằng tên thật của cô, bài viết tố cáo cựu Phó Thủ tướng Trương Cao Lệ đã nhiều lần thực hiện “hành vi không đúng mực”, và vợ của Trương là bà Khang Khiết cũng biết.
Khoảng 20 phút sau khi công bố, bài viết đã khiến giới kiểm duyệt mạng internet ĐCSTQ chú ý và sau đó phong tỏa: trang Weibo cá nhân của Bành Soái biến mất, mọi thông tin liên quan Bành Soái và Trương Cao Lệ trên Weibo, Zhihu và diễn đàn Douban đều biến mất.
Cho đến nay, ông vẫn chưa đưa ra phản ứng nào, cũng không thấy ý kiến gì từ giới chức và truyền thông ĐCSTQ.

## Sự nghiệp
Trương Cao Lệ sinh tháng 11 năm 1946 tại thành phố Tân Giang, tỉnh Phúc Kiến, từng tốt nghiệp Đại học Hạ Môn, ngành thống kê và kinh tế học.
Trong những năm sau khi tốt nghiệp, Trương công tác trong ngành dầu khí, rồi trở thành quan chức ở tỉnh Quảng Đông vào giữa thập kỷ 1980.
Trương Cai Lệ gia nhập Đảng Cộng sản Trung Quốc vào tháng 12 năm 1973.
Năm 1984, ông là Phó Bí thư thành phố Mậu Danh tỉnh Quảng Đông, đồng thời làm Giám đốc công ty Dầu Khí Hóa Trung Quốc.
Năm 1985, ông là Chủ nhiệm Hội Kinh tế tỉnh Quảng Đông.
Năm 1988, là Phó Tỉnh trưởng Chính phủ Nhân dân tỉnh Quảng Đông.
Năm 1993, là Ủy viên Thường vụ Tỉnh ủy, Phó Tỉnh trưởng Quảng Đông.
Năm 1997, là Bí thư Đặc khu kinh tế Thâm Quyến.
Năm 1999, được mời làm Giáo sư thỉnh giảng tại Đại học Thanh Hoa, Đại học Hạ Môn.
Năm 2001, rời Quảng Đông về làm Phó Bí thư Tỉnh ủy tỉnh Sơn Đông, kiêm Tỉnh trưởng Chính phủ Nhân dân tỉnh Sơn Đông.
Năm 2002, được bầu vào Ủy ban Trung ương Đảng Cộng sản Trung Quốc.
Năm 2003, làm Bí thư Tỉnh uỷ Sơn Đông thay cho Ngô Quan Chính mới được bầu làm Uỷ viên Ban Thường vụ Bộ Chính trị Đảng Cộng sản Trung Quốc, Bí thư Ủy ban Kiểm tra Kỷ luật Trung ương Đảng Cộng sản Trung Quốc
Năm 2007 tại Đại hội Đảng Cộng sản Trung Quốc lần thứ 17, Trương Cao Lệ được bầu làm Ủy viên Bộ Chính trị, được phân công Bí thư Thành ủy thành phố Thiên Tân.
Khi còn ở Thiên Tân, Trương khá kín tiếng và không ai biết gì nhiều về đời tư của ông.
Năm 2012 tại Đại hội Đảng Cộng sản Trung Quốc lần thứ 18, Trương Cao Lệ được bầu làm Ủy viên Ban Thường vụ Bộ Chính trị Đảng Cộng sản Trung Quốc và đứng thứ 7 trong Ban Thường vụ Bộ Chính trị Đảng Cộng sản Trung Quốc.
Chiều ngày 16 tháng 3 năm 2013, Trương Cao Lệ được Nhân đại phê chuẩn làm Phó Tổng lý Thường trực Quốc vụ viện.

## Gia đình
Ông sinh ra trong 1 gia đình khó khăn, mồ côi cha từ năm 3 tuổi.
Phu nhân: bà Đặng Nam - con gái cố Lãnh tụ tối cao Trung Quốc Đặng Tiểu Bình.